# August Otto Krug (Jurist, 1868)
August Otto Krug; seltener auch abgekürzt als Otto Krug (* 21. Juni 1868 in Dresden; † 17. August 1945 ebenda) war ein deutscher Jurist, Hochschullehrer und Verwaltungsbeamter.

## Leben

### Ausbildung und Privatleben
Krug, Sohn des späteren Rechtsanwalts Conrad Wilhelm Krug, studierte an der Universität Leipzig Rechtswissenschaft, legte dort beide juristischen Staatsprüfungen ab und wurde 1894 zum Dr. jur. promoviert. 
Seit dem 20. Juli 1896 war er mit Helene Lax (* 1870) verheiratet; das Paar bekam mit Charlotte und Hans zwei gemeinsame Kinder.

### Berufliche Karriere
Seinen Einstieg ins Berufsleben fand er 1896 als Hilfsrichter in Pirna und vier Jahre später kam er 1900 als Amtsrichter nach Freiberg. Am dortigen Bergamt erhielt er 1902 eine Anstellung im Rang eines juristischen Bergamtsrates. Anfang 1903 wurde er von der Bergakademie Freiberg zum außerordentlichen und im Sommer 1904 zum ordentlichen Professor für Bergrecht und allgemeine Rechtskunde berufen. 
Diesen Lehrstuhl bekleidete Krug allerdings nur vergleichsweise kurze Zeit, da man ihn bereits im September 1907 zum Direktor des Bergamtes ernannte. Sein Hauptverdienst auf diesem Posten lag in der Verstaatlichung aller Gewinnungs- und Nutzungsrechte der ab 1908 von Carl Schiffner im Königreich Sachsen entdeckten radiumhaltigen Quellen, was deren „privatkapitalistische Nutznießung“ verhinderte. Zuvor bestand die Sorge, dass „diese Wässer in gewinnsüchtiger Absicht von privater Seite unter Beteiligung ausländischen Kapitals ausgebeutet würden“. Krug setzte sich dafür ein, dass die entsprechenden Quellen nicht mehr unter die Bergfreiheit fielen, und dass die Bestimmungen des Allgemeinen Berggesetzes durch ein Notgesetz in diesem Sinne geändert wurden. Schließlich verließ er 1919 Freiberg und wechselte als Oberfinanzrat in das sächsische Finanzministerium nach Dresden. In den folgenden Jahren wurde er zunächst zum Geheimen Finanzrat und schließlich zum Ministerialrat befördert, ehe er 1933 in den Ruhestand ging.

## Publikationen (Auswahl)
- Die Grundzüge des im Königreich Sachsen geltenden bergpolizeilichen Rechts. In: Königliche Bergakademie Freiberg (Hrsg.): Die Königlich Sächsische Bergakademie zu Freiberg und die Königliche geologische Landesanstalt nebst Mitteilungen über die Entwicklung und den Stand des Berg- und Hüttenwesens und der Bergpolizei im Königreiche Sachsen. Craz & Gerlach, Freiberg, 1904, Seiten 71–81.
- Bergrecht. In: Ernst Frey (Hrsg.): Lexikon der gesamten Technik und ihrer Hilfswissenschaften. 3. Auflage, Band I. Deutsche Verlags-Anstalt, 1926, Seiten 562–564.